# Лемзяківка
Лемзяківка (до 2024 року — Жовтне́ве) — село в Україні, у Троїцькій селищній громаді Сватівського району Луганської області. Населення становить 86 осіб. Орган місцевого самоврядування — Тополівська сільська рада.
Село внесено (станом на 10 червня 2015 р.) до переліку населених пунктів, які потрібно перейменувати згідно із законом «Про засудження комуністичного та націонал-соціалістичного (нацистського) тоталітарних режимів в Україні та заборону пропаганди їхньої символіки».
19 вересня 2024 року Верховна Рада підтримала перейменування села Жовтневе на Лемзяківка. 26 вересня 2024 року перейменування набуло чинності.

## Населення

### Мова
Розподіл населення за рідною мовою за даними перепису 2001 року:
| Мова       | Кількість | Відсоток |
| ---------- | --------- | -------- |
| російська  | 85        | 98.84%   |
| українська | 1         | 1.16%    |
| Усього     | 86        | 100%     |